# Abel (Street Fighter)
Abel, es un personaje del videojuego Street Fighter. Es un luchador de artes marciales de nacionalidad francesa descrito como un amnésico, un "hombre sin pasado", que sigue obsesivamente todas las pistas sobre el paradero de los restos de Shadaloo. Tiene un cuerpo muy musculoso y está cubierto de cicatrices de pies a cabeza. Su estilo de lucha se basa en el Combate Sambo con algunas pinceladas de Judo, debido a esto Abel es experto en el uso de golpes, agarres y arrojamientos.

## Estilo de combate
Su estilo se basa en mezclar diferentes golpes y patadas, también hace énfasis en ataques del tipo Focus-Embestida-Cancelar, combinaciones que dan pie a un primer golpe duro agachado o de pie, un golpe de puño duro y seguir mezclando golpes adicionales o patadas de allí.
Su movimiento único , el ultra, lo realiza a través de una serie de puñetazos y patadas a su oponente, arrojándolo al aire y golpeando el cuerpo otra vez cuando ya está en el suelo.

## Historia
Abel fue hallado en una base abandonada de Shadaloo y cuidado por un misterioso soldado que le trató las heridas. Abel afirma que aquel hombre que lo encontró había muerto recientemente, y que no recuerda si tiene familia ya que no recuerda nada de su pasado, sin embargo cree que tiene alguna relación con Shadaloo. Quiere descubrir los misterios de su pasado, por lo que lo primero que hizo fue visitar a la detective Chun-Li. Al escuchar esta su conexión con la organización criminal, le recomienda que participe en el Torneo organizado por S.I.N. ya que allí podría descubrir algo.
Durante el transcurso del torneo, se encuentra con Guile y reconoce los movimientos marciales que emplea el marine. Guile se da cuenta de que Abel debió haber conocido a Charlie (ya que Charlie y él eran las únicas personas que emplean ese estilo de combate, aunque es posible que lo viera en su primer enfrantamiento con Seth), y de inmediato empezó a presionarle para que le diera respuestas sobre el paradero de Charlie. Abel se negó a revelar sus secretos a alguien que nunca había visto antes, por lo que empiezan a pelear.
Al final no obtiene respuesta alguna, sin embargo acuerdan un tipo de alianza temporal. Abel llega finalmente a la sede de S.I.N. Cuando Guile va a rescatar a Chun-Li de la trampa de Vega, es detenido por Seth (o una de las 26 copias de Seth), sin embargo Abel aparece y se enfrenta a este, permitiendo que Guile vaya al rescate de Chun-Li antes de que pueda morir. Abel empieza una conversación con Seth y se sorprende al descubrir que él y Seth tienen bastante similitudes. Seth se refiere a Abel como el «imperfecto» y «el que se escapó», pero antes de obtener una respuesta clara Bison aparece por detrás de Seth y lo destruye. Bison le dice que ha crecido bien y por razones desconocidas permite que Abel escape ileso de las instalaciones. Abel fue visto por última vez mirando a la base destruida de S.I.N. junto con Guile y una Chun-Li inconsciente.

## El pasado de Abel
A pesar de todo esto, el pasado de Abel continúa siendo un misterio. Al parecer se insinúa en el final de Abel que fue creado por Shadaloo, como un prototipo de Seth. Esto se ve reforzado por el diálogo de ambas Bison y Seth, en el que es mencionado como «el que se escapó». También por el cambio de la apariencia de los ojos para parecerse a Seth durante el inicio de su Ultra Combo. Por lo tanto es probable que Abel se trate de una versión de Seth, o también que Abel fuera el hombre que tomaron como modelo para Seth y los otros 26 ejemplares. También se sospecha que fue creado por Bison para ser su nuevo cuerpo (algo así como ocurría con Cammy).
También se da a entender que Charlie fue la persona que lo rescató de Shadaloo y que por esta razón pudo el reconocer el estilo de combate de Wiliam Guile. Sin embargo se desconoce si el soldado del prólogo es Charlie u otro hombre al que Charlie le dejó al cargo de Abel. De este misterioso personaje solo se ve en la sombra y se ve que su pelo es mucho más corto que el peculiar peinado de Charlie. Las pistas principales son que este soldado está muy familiarizado con Shadaloo.

## Curiosidades
En su diseño original, Abel era un joven luchador de judo con trenzas, dándole aspecto de chica pero al final fue descartado debido a que presentaba un aspecto demasiado frágil para alguien que practica un estilo tan agresivo y tan basado en la fuerza como el de Abel. Para esto el personaje fue basado en Fedor Emelianenko